# Protocol nader onderzoek
Het protocol nader onderzoek beschrijft de onderzoeksopzet en de vereiste informatiekwaliteit voor de bepaling van de aard en concentratie van verontreinigende stoffen en de omvang van het geval van bodemverontreiniging en is daarmee de richtinggevende norm voor dit type onderzoek. 
Vanwege de brede toepasbaarheid is de onderzoeksaanpak niet gespitst op specifieke categorieën van verontreiniginggevallen. Voor een aantal van deze gevallen zijn bijzondere richtlijnen verschenen. Als een geval niet tot deze categorieën behoort, dient in principe het protocol voor nader onderzoek te worden gehanteerd. Wel wordt aangegeven dat hiervan gemotiveerd mag worden afgeweken als hiermee resultaten kunnen worden bereikt die voldoen aan de gestelde kwaliteitsnorm en voldoende zijn voor de besluitvorming door het bevoegd gezag.